# Charles Marc Jean de Boufflers-Remiencourt
Charles Marc Jean François Régis de Boufflers (* 10. August 1736; † vor 1. Dezember 1784) genannt le Marquis de Remiencourt, war ein französischer Adliger und Militär, der den Rang eines Maréchal de camp erreichte.

## Leben
Charles Marc Jean de Boufflers war der älteste Sohn von Louis François de Boufflers († 1752), Marquis de Remiencourt, und Marie Françoise Catherine de Beauvau-Craon († 1787).
1748 war er Capitaine der zweiten Kompanie der Leibwache Stanislas Leszczyńskis, des letzten Herzogs von Lothringen. In diesem Rang erhielt er am 23. Januar 1750 eine Kompanie, um Mestre de camp de cavalerie in der Armee des französischen Königs werden zu können. Nach dem Tod des Herzogs von Boufflers erhielt er am 17. September 1751 die Ämter des Grand-Bailli de Beauvais sowie des Lieutenant de Roi du Gouvernement de l’Île-de-France au département de Beauvaisis.
1752 sandte Leszczyński ihn zu Ludwig XV., um diesem zur Genesung des Dauphin Louis Ferdinand zu überbringen, woraufhin er am 23. Dezember des Jahres zu einem der sechs Menins des Dauphin ernannt wurde.
Am 11. September 1755 wurde er Colonel-lieutenant im Regiment des Dauphin, das er – während des Siebenjährigen Kriegs (1756–1763) – bei der Eroberung von La Hougue kommandierte, ebenso bei der Eroberung von Kassel, im Feldlager von Kloster Zeven und beim Marsch auf Celle (1757), beim Rückzug aus dem Kurfürstentum Hannover (1758) und bei Hanau während der letzten Aktionen des Feldzugs (1759). Er nahm an der Belagerung von Münster teil, kämpfte beim Gefecht bei Berghem, und bei der Eroberung von Minden (9. Juli ). 1760 kämpfte er im Gefecht bei Korbach (10. Juli) und in der Schlacht bei Warburg (31. Juli), 1761 in der Schlacht bei Vellinghausen (15./16. Juli).
Am 20. Februar 1761 war er zum Brigadier befördert worden, im Februar 1762 gab er das Regimentskommando ab, am 18. März wurde er zum Generalmajor de Infanterie bei den Truppen ernannt, die im gleichen Jahr nach Spanien entsandt wurden, dem England am 4. Januar den Krieg erklärt hatte. Im August 1762 nahm er an der Belagerung von Almeida teil. Nach dem Friedensschluss und seiner Rückkehr nach Frankreich wurde er im Mai 1763 – rückwirkend zum 25. Juli 1762 – zum Maréchal de camp befördert.
1766 war er Inspecteur-général d’Infanterie, zudem wurde er Ritter im Ordre royal et militaire de Saint-Louis.
Er blieb unverheiratet und starb ohne Nachkommen vor dem 1. Dezember 1784. Sein Erbe war sein jüngerer Bruder Stanislas Jean de Boufflers († 1815), der ebenfalls kinderlos blieb.